# Carmine Rojas
Carmine Rojas (14 de febrero de 1953, Brooklyn, Nueva York, Estados Unidos) es un bajista, director musical, compositor y productor, reconocido por su trabajo con los músicos David Bowie y Rod Stewart. Sus estilos musicales incluyen el rock, R&B/funk y el jazz. Ha sido un músico de gira constante en la banda del guitarrista Joe Bonamassa.

## Discografía

### Con Joe Bonamassa
- You & Me (2006)
- Sloe Gin (2007)
- Live from Nowhere in Particular (2008)
- The Ballad of John Henry (2009)
- Live from the Royal Albert Hall (DVD & CD, 2009)
- Black Rock (2010)
- Dust Bowl (2011)
- Don't Explain (2011, with Beth Hart)
- Driving Towards the Daylight (2012)
- Beacon Theatre: Live from New York (DVD & CD, 2012)
- Joe Bonamassa Tour de Force: Live in London (2013)
- Seesaw (2013, with Beth Hart)
- Live in Amsterdam (2014, DVD & CD with Beth Hart)
- Different Shades of Blue (2014)
- Live at Radio City Music Hall (2015)